# Тур, Евгений Яковлевич
Евгений Яковлевич Тур (28 апреля 1928 — 21 мая 2020) — мастер спорта СССР по альпинизму (1956), инструктор методист первой категории, судья всесоюзной категории по скалолазанию.

## Биография
Родился в Уфе 28 апреля 1928 года.
Альпинизмом начал заниматься в 1948 году в секции альпинизма, которой руководил профессор Михаил Яковлевич Алферьев. Представлял общество «Торпедо» (Горький). Совершил более 260 восхождений, среди которых: Ушба, Чатынтау, Домбай, пик Щуровского, Донгузорун, Адайхох, пик Ленина, Талгар.
1958 г. — тренер сборной Союза по подготовке китайских альпинистов (пик Ленина) для восхождения на Эверест.
1960 г. — в составе советской делегации представлял отечественный альпинизм и скалолазание в Англии.
На скалах Сноудона прошел ряд маршрутов высшей категории сложности в связке сэром Джоном Хантом и Дериком Булем.
1962 г. — совместно с Ю. Черносливиным представлял отечественный альпинизм на международном сборе во Франции.
1972 г.- руководитель группы советских инструкторов, приглашенных для работы гидами в Австрию.
1993 г. — тренер советской команды скалолазов на сборе сильнейших скалолазов мира (Франция).
1997 г. — тренер команды, выезжал в Англию с отечественными скалолазами — Н. Вершининой и В. Балезенным, для восхождений с Британскими скалолазами.
1952—1961 г. — выступал во всех Всесоюзных соревнованиях по скалолазанию, становился их призёром.
С 1962 г. — активный пропагандист спортивного скалолазания. Практически на всех крупных соревнованиях по скалолазанию выполнял обязанности судьи информатора.
1952 г. — воссоздаёт работавшую с 1935 г. (руководимую тогда Я. Москалевым) секцию альпинизма на Горьковском автозаводе и в течение 20 лет бессменно ею руководит;
1956 г. — создает Горьковскую Областную Федерацию Альпинизма и руководит ею 28 лет. Многие годы избирался членом Федерации Альпинизма Союза.
Скончался в Нижнем Новгороде 21 мая 2020 года.

## Награды и премии
- Мастер спорта СССР (1956)[2]
- Кавалер ордена «Эдельвейс»